# Miesięcznik Literacki (1942–1943)
Miesięcznik Literacki – polski konspiracyjny miesięcznik ukazujący się w Krakowie w latach 1942–1943.
Czasopismo było związane ze środowiskiem katolickiej organizacji Unia, ale publikowali w nim także autorzy związani z organizacją „Odrodzenie” i przedwojenni autentyści. Ukazywało się przez osiem miesięcy – od jesieni 1942 do czerwca 1943. W tym czasie wyszło siedem numerów pisma.
Redaktorami pisma byli Tadeusz Kwiatkowski i Wojciech Żukrowski, zaś współpracowali m.in. Jerzy Braun, Tadeusz Kudliński, Kazimierz Wyka, Jerzy Turowicz, Juliusz Kydryński, Natalia Rolleczek, Jan Bolesław Ożóg, Józef Andrzej Frasik, Józef Spytkowski, Stefan Szuman, Maria Morstin-Górska.
W piśmie ukazywały się utwory debiutantów, jak Żukrowski, Kydryński, Kwiatkowski. Na łamach pisma Kazimierz Wyka opublikował kilka wierszy Krzysztofa Kamila Baczyńskiego, a także poświęcony poecie obszerny esej List do Jana Bugaja. Inny esej poświęcił Józefowi Czechowiczowi.